# Cryptocarya ainikinii
Cryptocarya ainikinii är en lagerväxtart som beskrevs av André Joseph Guillaume Henri Kostermans. Cryptocarya ainikinii ingår i släktet Cryptocarya och familjen lagerväxter. Inga underarter finns listade i Catalogue of Life.